# Carlos Carvalhas

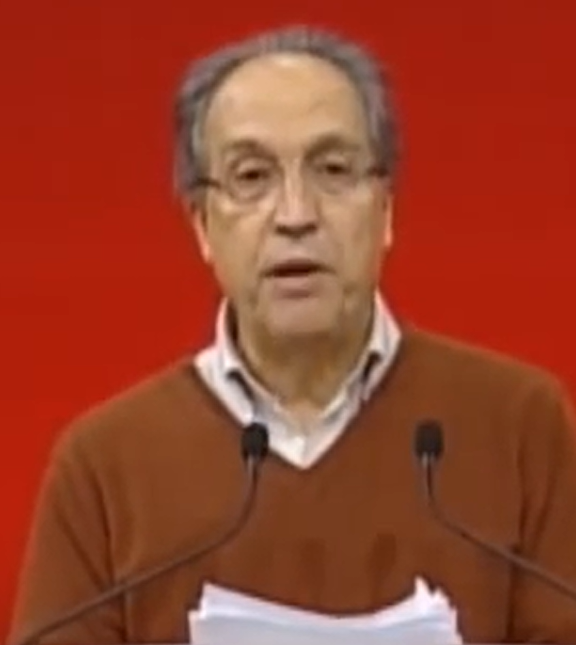
Carlos Carvalhas

Carlos Alberto do Vale Gomes Carvalhas (1941) es un político portugués, secretario general del Partido Comunista Portugués (PCP) entre 1992 y 2004.
Militante del PCP desde 1969, fue secretario de Estado de Trabajo en varios gobiernos provisionales tras la Revolución de los Claveles y eurodiputado. En 1991 fue el candidato comunista a la Presidencia de la República, obteniendo 635.373 votos (12,92%).
En el XIV Congreso del PCP (1992), fue elegido secretario general sustituyendo al histórico dirigente Álvaro Cunhal. Dirigente del Partido durante el periodo más crítico desde la Revolución, anunció su dimisión en octubre de 2004, siendo sustituido por Jerónimo de Sousa en el XVII Congreso, celebrado un mes después.
- Datos: Q1042803